# Artabotrys honkongensis
Artabotrys honkongensis là loài thực vật có hoa thuộc họ Na. Loài này được Hance mô tả khoa học đầu tiên năm 1870.